# 阿讃山麓広域農道
阿讃山麓広域農道（あさんさんろくこういきのうどう）は、徳島県阿波市土成町吉田から美馬市脇町にある広域農道。

## 概要
- 延長約18km。
- 全線2車線で黄色と白のセンターライン。路面はやや悪い。
- 起点:阿波市土成町吉田
- 終点:美馬市脇町上曽江

## 解説
- 沿道に店はなかなか見当たらないが、自動販売機はある。
- 土柱の辺りは観光地だからか、土産店や飲食店が多い。
- 信号機がほとんどないので徳島県道12号鳴門池田線を使うよりこちらのほうが遠回りだが時間短縮ができる。

## 歴史
- 1972年（昭和47年）:着工。
- 1989年（平成元年）:完成。

## 周辺
- 浦之池
- 金清池（金清自然公園）
- 土成緑の丘スポーツ公園
- 土柱そよ風ひろば
- 土柱休養村温泉
- 阿波の土柱